# Kommunalkredit
Bei einem Kommunalkredit (oder Kommunaldarlehen) handelt es sich um ein Darlehen an eine Gebietskörperschaft, also an den Bund, die Bundesländer, Landkreise bzw. kreisfreie Städte, Gemeinden, Gemeindeverbände und Eigenbetriebe. Im weiteren Sinne werden hierunter auch die Kredite an Anstalten und Körperschaften des öffentlichen Rechts gefasst. Die im Pfandbriefgesetz (alte Fassung) enthaltene Legaldefinition fasste zusätzlich noch die von diesen Gebietskörperschaften gewährleisteten Kredite an Dritte unter den Begriff Kommunalkredit.

## Kommunalrechtliche Einordnung
Kommunalkredite sind als subsidiärer Ausnahmetatbestand geregelt (z. B. § 77 Abs. 3 GemO NRW). Es wird dabei davon ausgegangen, dass Haushalte ausgeglichen sind. Formal sind Haushalte immer ausgeglichen; dies wird oft jedoch erst durch Kommunaldarlehen erreicht. Kredite dienen der Finanzierung von Investitionen oder zur Umschuldung (§ 86 Abs. 1 GemO NRW; auch die folgenden Zitate) und sind im Vermögens-, Kreditzinsen im Verwaltungshaushalt zu zeigen. Zur Kreditaufnahme gehören auch gemeindliche Sondervermögen mit Sonderrechnung (Eigenbetriebe und Krankenhäuser/Pflegeheime, die als Sondervermögen nach § 97 GemO geführt werden). Die Kreditaufnahme bedarf bei Gemeinden einer besonderen Kreditermächtigung in der Haushaltssatzung (§ 78 Abs. 1 c GemO), bei Bund und Ländern im Haushaltsgesetz. Diese – betraglich begrenzte – Kreditermächtigung erlischt nicht mit dem Ende des Haushaltsjahres, sondern gilt zumindest bis zum Ende des folgenden Jahres, ggf. bis zum Erlass der Haushaltssatzung für das übernächste Jahr fort (§ 85 Abs. 2 GemO). Die aufgenommenen Kreditverpflichtungen sind der Aufsichtsbehörde spätestens 1 Monat vor der rechtsverbindlichen Eingehung der Verpflichtung schriftlich anzuzeigen (§ 86 Abs. 1 und 4 GemO), in manchen Bundesländern besteht sogar Genehmigungspflicht (z. B. § 85 Abs. 2 GemO Brandenburg). Nur im Rahmen der laufenden Verwaltung wird auf Anzeigepflichten verzichtet (§ 86 Abs. 4 GemO). Oberster Grundsatz der kommunalen Kreditwirtschaft muss es sein, dass die Summe aller Zins- und Tilgungsverpflichtungen in der Gegenwart und in der Zukunft die Leistungsfähigkeit der Gemeinde nicht übersteigt. Die Kreditaufnahme hat im Rahmen einer geordneten Haushaltswirtschaft zu erfolgen.

## Haushaltsrechtlicher Kreditbegriff
Der haushaltsrechtliche Kreditbegriff ist enger gefasst als der Darlehensbegriff in § 488 Abs. 1 BGB und ist in § 41 Nr. 19 Gemeindehaushaltsverordnung (GemHV) geregelt. Danach handelt es sich um das unter der Verpflichtung der Rückzahlung von Dritten oder von Sondervermögen mit Sonderrechnung aufgenommene Kapital mit Ausnahme der Kassenkredite. Kredite dürfen u. a. nur aufgenommen werden, wenn die zur Deckung der ordentlichen Tilgung von Krediten notwendige Zuführung zum Vermögenshaushalt (§ 21 Abs. 1 Satz 2 GemHV) im Verwaltungshaushalt nicht erwirtschaftet werden kann. Vor der Entscheidung über die Kreditaufnahme sollten regelmäßig mehrere Kreditangebote eingeholt und miteinander auch im Hinblick auf die Haushaltslage der Gemeinde verglichen werden (§ 25 a GemHV). Unter den in § 41 Nr. 27 GemHV definierten Begriff der Umschuldung als Ablösung eines Kredites durch einen anderen Kredit fällt neben dem Wechsel des Kreditgebers und dem Wechsel der Darlehensart (zum Beispiel Tilgungs- in Annuitätendarlehen) auch die Prolongation nach Auslaufen der Zinsbindung.

## Kreditsicherheiten
Es entspricht dem Wesen des Kommunalkredits, dass er ohne Bestellung von Sicherheiten gewährt wird. Kommunalkredite sind daher Blankokredite. Dem liegt die Überlegung zugrunde, dass die Gemeinde mit ihrem gesamten Vermögen und ihren gesamten Erträgen (Steuerkraft) haftet und ein Insolvenzverfahren ausgeschlossen ist (§ 128 Abs. 2 GemO). Insolvenzrechtlich wird ein Insolvenzverfahren nach § 12 Abs. 1 Insolvenzordnung ausdrücklich für unzulässig erklärt (Insolvenzunfähigkeit). Deshalb wird in § 86 Abs. 5 GemO angeordnet, dass Gemeinden keine Kreditsicherheiten für aufgenommene Kredite bestellen dürfen. Die Gemeinden dürfen auch zugunsten Dritter ohne aufsichtsbehördliche Anzeige- bzw. Genehmigungspflicht keine Sicherheiten bestellen (§ 87 Abs. 1 GemO). Werden dennoch verbotswidrig Sicherheiten bestellt, so sind diese Verträge nichtig (§ 130 Abs. 1 GemO). Allerdings müssen die Gemeinden bei den Verhandlungen über die Bestellung von Sicherheiten auf das Wirksamkeitserfordernis der aufsichtsbehördlichen Genehmigung hinweisen; dazu sind die Kommunen aufgrund des vorvertraglichen Vertrauensverhältnisses verpflichtet. Vom Verbot der Sicherheitenbestellung ausgenommen sind Gewährleistungen im Rahmen der Erfüllung kommunaler Aufgaben, wobei eine vorherige Anzeigepflicht gegenüber der Aufsichtsbehörde besteht (§ 87 Abs. 2 GemO). Die häufigste Form der Kreditbesicherung sind Bürgschaften/Garantien/sonstige Mithaftungen für Kredite an kommunale Unternehmen (Anstalten/Körperschaften des öffentlichen Rechts, private Rechtsformen im öffentlichen Mehrheitsbesitz). Bei diesen Gewährleistungen sind instrumentenspezifische zusätzliche Anforderungen vorgeschrieben, damit regulatorisch eine Anerkennung des Kredits als „ausdrücklich öffentlich gewährleistet“ möglich ist.

## Kommunalkredite aus Sicht der Kreditinstitute
Über 96 % der Kommunalkredite werden in Deutschland durch Kreditinstitute gewährt, sodass die Finanzierung über den Kapitalmarkt oder als Bürgerkredit bedeutungslos ist. Deshalb kommt der bankbetrieblichen und bankenaufsichtsrechtlichen Einordnung der Kommunalkredite eine entscheidende Bedeutung zu.
Kommunalkredite, auch Kassenkredite, sind Kredite im Sinne des § 19 Abs. 1 Nr. 4 KWG (Forderungen an Kunden). Kommunalkredite müssen in Deutschland nicht mit Eigenkapital unterlegt werden („KSA-Risikogewicht von 0 Prozent“). Kommunalkredite unterliegen einem dauerhaften „partial use“, also keiner zeitlichen Befristung dieses „Nullansatzes“. Zudem sind Kreditinstitute bei Kommunalkrediten von einigen bankaufsichtsrechtlichen Meldepflichten (Großkredit nach § 13 KWG und Organkredit nach § 15 KWG, Offenlegungsvorschriften) befreit (§§ 20 und 21 KWG). Diese Sonderbehandlung hat zur Folge, dass die Kreditzinsen bei Kommunalkrediten auf niedrigsten Margen beruhen, Kommunen mithin in den Genuss absolut günstigster Kreditzinsen kommen.
Diese gesetzlichen Erleichterungen für Kreditinstitute beim Kommunalkredit beruhen insbesondere auf der Insolvenzunfähigkeit von Bund, Ländern und Kommunen, bei denen ein Insolvenzverfahren unzulässig ist (§ 12 Abs. 1 Nr. 2 InsO). Auch das BVerfG hat in ständiger Rechtsprechung bestätigt, dass das „bündische Prinzip“ aus einem „Einstehen füreinander“ besteht. Das BVerfG spricht im Zusammenhang mit dem Bundesstaatsprinzip und dem Finanzausgleich von Hilfeleistung, solidargemeinschaftlicher Mitverantwortung, und bündischem Einstehen füreinander. Es kann mithin davon ausgegangen werden, dass der Finanzausgleich dafür sorgt, dass es zu einer Insolvenzgefahr im kommunalen Sektor erst gar nicht kommen kann. Dieser Regelungspraxis liege nach Hannes Rehm das Verständnis zugrunde, dass der Staat – und mit ihm die Kommunen – über eine uneingeschränkte Bonität verfügten und praktisch als Adresse nicht ausfallen könnten. Das „Einstehen füreinander“ geht zwar nicht so weit, dass eine übergeordnete Hierarchieebene eine garantenähnliche Haftung für einzelne kommunale Schulden übernimmt; jedoch besteht ein interföderatives, konstitutiv gesichertes normatives Ausgleichssystem, das die Zahlungsfähigkeit aller Gebietskörperschaften sicherstellt.
Für die Bankenaufsicht wird diese Präferenz nur so lange Bestand haben, „wie die Bonität jeder einzelnen Kommune aufgrund einer vom jeweiligen Bundesland uneingeschränkt akzeptierten Haftungsverpflichtung – auch mit Blick auf die Verpflichtung der Bundesländer zu einem kommunalen Finanzausgleich (…) – als unzweifelhaft angesehen wird.“ Wenn hiervon nicht mehr ausgegangen werden kann, sind die einzelnen Kommunen individuell aufgrund ihrer Haushalte/Jahresabschlüsse im Rahmen der kommunalen Jahresabschlussanalyse zu raten. Die Funktionsfähigkeit und Zahlungsfähigkeit der Gebietskörperschaften wird letztlich durch den jährlichen horizontalen und vertikalen Finanzausgleich über den Bund sichergestellt. Damit können Gemeinden und Länder banktechnisch eine wirtschaftliche Kreditnehmereinheit mit dem Bund bilden, sodass Kommunaldarlehen das gleiche Triple-A-Rating wie die Bundesrepublik Deutschland aufweisen. Deshalb ist das Adressrisiko bei Kommunaldarlehen in Deutschland gering.

### Kommunalkreditmarkt
Den weitaus höchsten Marktanteil an Kommunaldarlehen haben die Öffentlich-rechtlichen Kreditinstitute. Daneben sind auch Pfandbriefbanken und Großbanken in diesem Marktsegment tätig.
In Deutschland befindet sich der Markt für Kommunalkredite seit 2010 im Umbruch. Kreditinstitute hatten im Jahre 2011 als Anbieter von Kommunalkrediten einen Marktanteil von 97 %. Sie erreichten bei Kommunalkrediten ein Marktvolumen von 149 Mrd. Euro, darunter am stärksten vertreten Landesbanken (49 Mrd.), Banken mit Sonderaufgaben wie die KfW (knapp 40 Mrd.), Sparkassen (über 30 Mrd.), Realkreditinstitute (knapp 25 Mrd.) und Großbanken (15 Mrd.). Der Kommunalkreditmarkt verändert derzeit seine Marktstrukturen. Während sich Kreditinstitute wegen des Leverage Ratio, zunehmender kommunaler Bonitätsprobleme und schwacher Margen vom Kommunalkredit zurückziehen, dringen Versicherungen und Auslandsbanken als Kreditanbieter vor. Die Verringerung des Marktvolumens wird bei gegebener Nachfrage (allein für Prolongationen) auch den Anteil anderer, bisher vernachlässigter Finanzierungsinstrumente (Kommunalobligationen, Kommunalanleihen oder Schuldscheindarlehen) erhöhen. Diese erfordern bestimmte Mindestgrößen (150 Millionen Euro bei Kommunalobligationen, 10 Millionen bei Kommunalanleihen und Schuldscheindarlehen), so dass kleinere Kommunen erst durch Nachfragebündelung marktfähig werden können. Das kann geschehen durch gemeinsame Kommunalanleihen mehrerer Städte („NRW-Städteanleihen“ seit Februar 2014) oder durch eine gemeinsame Emissionsstelle (die seit 2011 geplante „Kommunale Finanzagentur“).

### Kommunalrating
Der Deutsche Städtetag hat im April 2006 seinen Mitgliedern empfohlen, von einem Rating durch Ratingagenturen abzusehen. Ein externes Rating gab es ersichtlich trotzdem für die Stadt Düsseldorf und den Landkreis Miesbach durch Moody’s bzw. Standard & Poor’s. Noch im März 2012 hielt der Deutsche Sparkassen- und Giroverband (DSGV) ein Kommunalrating nicht für erforderlich, weil alle staatlichen Ebenen in klar definierten Verfahren letztlich füreinander einstünden.
Dessen ungeachtet gibt es in Deutschland Bestrebungen einzelner Kreditinstitute und Bankenverbände, Länder und Gemeinden individuell aufgrund ihrer Haushalte oder Jahresabschlüsse zu bewerten. So wurde 2006 ein Kommunalrating im Rahmen eines Verbandsprojekts des Verbands deutscher Pfandbriefbanken in Zusammenarbeit mit S&P Risk Solutions und unter Mitwirkung der DG HYP entwickelt. Die Ratingagentur Fitch Ratings erwarb im Jahre 2008 vom Statistischen Bundesamt die Finanzdaten von 12.304 deutschen Kommunen (einschließlich Landkreise und Gemeinden) und hat für 11.426 Gemeinden ein aus sechs Ratingstufen bestehendes individuelles Rating erstellt. Diese Ratings sollen den Kommunen den Weg eröffnen, selbst Kommunalanleihen auf den Rentenmarkt zu bringen. Beim Kommunalrating durch Fitch fehlten wichtige Finanzdaten wie Cross-Border-Leasing und Zinsderivate. Fitch hält diese Finanzinstrumente bei Gemeinden für „unvorteilhaft“ und geht davon aus, dass sie „zu nicht unerheblichen Eventualverbindlichkeiten und einer zusätzlichen Belastung für die ohnehin desolaten Haushalte geführt“ hätten. Zudem fehlten wegen der Schattenhaushalten und der Schattenverschuldung wichtige Schuldenfaktoren, denn die Kreditaufnahme durch kommunale Tochtergesellschaften wie Stadtwerke oder Abfallentsorgungsunternehmen sei im Kernhaushalt nicht veranschlagt.
International üblich ist das Individualrating bis hinab zur Gemeindeebene bereits in vielen Staaten, insbesondere auch in der Schweiz, in Österreich, Spanien, Portugal oder den Vereinigten Staaten. In den USA weisen etwa 95 % der Kommunalanleihen ein Rating auf.

### Bankenaufsichtsrechtliche Aspekte
Kommunalkredite unterliegen einer bankenaufsichtsrechtlichen Sonderbehandlung. Sie erhalten nach Art. 114 Abs. 4 und Art. 115 Kapitaladäquanzverordnung (englische Abkürzung CRR) ein Risikogewicht von 0 %, sind also nicht mit Eigenmitteln der ausgebenden Banken zu unterlegen. Die fehlende Eigenmittelunterlegung ermöglicht einen niedrigeren Kreditzins oder eine niedrigere Kreditmarge als bei anderen Blankokrediten. Nach § 1 Abs. 1 PfandBG besteht das Pfandbriefgeschäft unter anderem aus der „Ausgabe gedeckter Schuldverschreibungen auf Grund erworbener Forderungen gegen staatliche Stellen unter der Bezeichnung Kommunalobligationen, Kommunalschuldverschreibungen oder Öffentliche Pfandbriefe“. Danach repräsentieren Öffentliche Pfandbriefe bei Pfandbriefbanken die Deckung für gewährte Kommunalkredite.
Nachteilig wirken sich Kommunalkredite auf die Leverage Ratio aus, da großvolumige Geschäfte mit geringem Risiko – wie Kommunalkredite – zu einer ungünstigeren Leverage Ratio führen. Die Berücksichtigung auch der Kommunalkredite im Leverage Ratio führt zu restriktiverer und selektiverer Kommunalkreditpolitik der Kreditwirtschaft, was zu einem schrumpfenden Markt für Kommunalkredite beiträgt. Kreditinstitute werden zudem im Hinblick auf die Leverage Ratio zunächst die Kredite mit den geringsten Margen aus dem Angebot nehmen, wovon der Kommunalkredit zuerst betroffen ist. Hierdurch und durch das Individualrating kann es im Einzelfall zu schlechteren Kreditkonditionen kommen.
Die Verordnung (EU) Nr. 648/2012 (Marktinfrastrukturverordnung) verlangt nunmehr seit Februar 2013, dass kommunale Unternehmen als „nichtfinanzielle Gegenpartei“ gelten, weil sie wirtschaftliche Aktivitäten auf Märkten entfalten und daher die Pflichten nach Art. 4 und Art. 11 sowie die Meldepflicht nach Art. 9 Marktinfrastrukturverordnung erfüllen müssen. Dies wiederum hat zur Folge, dass Kreditinstitute nach Art. 286 Abs. 2a Kapitaladäquanzverordnung die Kreditwürdigkeit einer Gegenpartei im Rahmen einer Kreditwürdigkeitsprüfung zu ermitteln haben; das impliziert auch die Erstellung eines Ratings.
Gemeinden, Landkreise und kreisfreie Städte gelten nach der Klarstellung der BaFin vom 25. Juni 2010 als Privatkunden im Sinne des § 67 Abs. 3 WpHG, weil sie keine „regionalen Regierungen“ im Sinne des § 67 Abs. 2 Satz 2 Nr. 3 WpHG sind.

## Kommunalkredite aus kommunaler Sicht
Für die Kreditaufnahme muss eine konkrete Kreditermächtigung vorliegen. Die Kreditaufnahme muss für die Aufgabenerfüllung der Gemeinde notwendig sein und mit der Finanzplanung übereinstimmen. In den meisten GemO wird die Kreditaufnahme im Verwendungszweck auf Investitionen und Umschuldungen oder nur für den Vermögenshaushalt beschränkt. Kredite werden in die Gesamtdeckung einbezogen, sodass eine Einzelzuordnung zu bestimmten Investitionen nicht erfolgt. Deshalb kann nur insgesamt beurteilt werden, ob die Zeitdauer der Verschuldung mit dem Substanzverzehr durch Abschreibung der Investition übereinstimmt (Gesamtdeckungsprinzip; § 15 Nr. 2 GemHV, Nr. 18.5 VV GemHV).

## Kommunale Überschuldung
Die kommunale Verschuldung hat sich in Deutschland dramatisch entwickelt, insbesondere bei den Kassenkrediten. Es fehlt allerdings weitgehend an kommunalrechtlichen Regelungen, die die kommunale Verschuldung begrenzen oder deckeln. Eine gesetzliche Schuldenbremse gibt es nur auf Länder- und Bundesebene. Die meisten Gemeindeordnungen machen die kommunale Kreditaufnahme von der dauernden finanziellen Leistungsfähigkeit der Gemeinden abhängig (z. B. § 86 GemO NRW). Hierbei handelt es sich um einen ausfüllungsbedürftigen unbestimmten Rechtsbegriff. Streng genommen gilt die dauerhafte finanzielle Leistungsfähigkeit dann als gefährdet, wenn die Kommune einen Haushaltsausgleich dauerhaft nicht erreichen kann. „Die dauernde Leistungsfähigkeit der Kommune ist gesichert, wenn im Finanzplanungszeitraum die im Ergebnishaushalt veranschlagten Aufwendungen durch Erträge gedeckt werden.“ Zumindest ist hierbei eine Erhaltung des kommunalen Eigenkapitals anzustreben. Eine operationale Kreditschuldenbremse müsste die Kreditaufnahme dann verbieten, wenn die aus den Krediten resultierenden Zinsaufwendungen dazu führen, dass das ordentliche Ergebnis nicht ausgeglichen werden kann. Konkreter werden die Verwaltungsvorschriften etwa in Brandenburg: Wenn der Schuldenstand einer Gemeinde die durchschnittlichen Einnahmen des Verwaltungshaushalts der letzten 3 Jahre (ohne Zuführung vom Vermögenshaushalt) übersteigt und/oder der Schuldendienst mehr als 6 % der Einnahmen des Verwaltungshaushalts (wiederum ohne Zuführung vom Vermögenshaushalt) ausmacht, wird nicht mehr von einer dauernden Leistungsfähigkeit ausgegangen. Ein weiterer Vergleich bietet die Pro-Kopf-Verschuldung. Unter Einbeziehung der Gesamtverschuldung von Städten, Gemeinden und Gemeindeverbänden ergab sich 2008 bundesweit eine durchschnittliche Pro-Kopf-Verschuldung von 26.834 Euro pro Einwohner. Wird nun eine individuelle Zahl pro Gemeinde ermittelt, so lässt sich deren Verschuldung mit dem Kommunaldurchschnitt auf Bundesebene vergleichen.
Wegen fehlender oder beginnender Doppik gibt es noch unvollständige Erhebungen insbesondere über die „implizite“ Verschuldung etwa durch Rückstellungen (vor allem Pensionsrückstellungen). Auch fehlen bei der Kameralistik die aus einem Gemeindehaushalt ausgelagerten Schulden etwa in kommunalen Anstalten des öffentlichen Rechts oder privatrechtlich organisierten Kommunalunternehmen. Dieses Aggregat „Konzern Kommune“ entsteht erst durch Anwendung der Rechnungslegungsvorschriften des Handelsgesetzbuchs (HGB). Aus dem ersten doppischen Jahresabschluss des Landes Hessen per 31. Dezember 2009 geht hervor, dass das Land einen nicht durch Eigenkapital gedeckten Fehlbetrag von 64,9 Milliarden Euro ausweist, wobei alleine die Pensionsrückstellungen mit 34,9 Milliarden Euro zu Buche schlagen. Damit befindet sich Hessen im Überschuldungsstatus. Im Zuge der Einführung des neuen kommunalen Haushaltsrechts auf Basis der Doppik haben einzelne Länder Kassenkredite umbenannt (z. B. in „Liquiditätskredite“). Damit sind diese Schulden aber nicht verschwunden, sondern werden lediglich – wenig transparent – unter einer anderen Bilanzposition weitergeführt. Anders als Investitionskredite sind Kassenkredite nicht durch kommunales Vermögen gedeckt, sondern dienen der Vor- oder Zwischenfinanzierung erwarteter Einnahmen im Verwaltungshaushalt.

## Kommunalkredite international
Auch international spielt der Kommunalkredit im Rahmen der Staatsfinanzen (englisch „Public Finance“) eine bedeutende Rolle. Die Kreditgeber, insbesondere Kreditinstitute, müssen dabei die kommunalrechtlichen Besonderheiten in einzelnen Staaten berücksichtigen. In Österreich und der Schweiz bestehen ähnliche kommunalrechtliche Voraussetzungen wie in Deutschland. Allerdings ist dort die gläubigerschützende kommunale Insolvenzunfähigkeit weder materiell noch im Hinblick auf die Normadressaten so umfassend ausgeprägt wie in Deutschland.

### Schweiz
Die Emissionszentrale der Schweizer Gemeinden (ESG) war seit ihrer Gründung im Oktober 1971 auf die Kommunalfinanzierung, insbesondere zugunsten finanzschwacher Gemeinden, spezialisiert und befindet sich seit Januar 2012 in Liquidation. In der Schweiz ist der Kommunalkredit durch nationale und internationale Kreditinstitute als Form der Kommunalfinanzierung üblich.
Hier gibt es keine „implizite Staatsgarantie“, wonach Bund und/oder Kantone für die Schulden ihrer Gemeinden – Körperschaften des kantonalen Rechts – haften würden. Im Rahmen der Insolvenz der Munizipalgemeinde Leukerbad im Oktober 1998 hatte das Schweizerische Bundesgericht die Staatshaftung aus einer Amtspflichtverletzung des Kantons Wallis für seine Gemeinden weitgehend ausgeschlossen. Die Gläubiger müssten sich vor Kreditgewährung aus den in den Jahresrechnungen enthaltenen Schuldenkennzahlen ein eigenes Bild von der Verschuldung machen. Im Falle einer – verfassungsrechtlich möglichen – Insolvenz können die Gläubiger nur auf das kommunale Vermögen zurückgreifen, das keinem öffentlichen Zweck dient. Nach dem neuen Gemeindegesetz vom Februar 2004 sind die Gemeinden verpflichtet, die Rechnung auf der Grundlage des harmonisierten Rechnungsmodells zu erstellen (Art. 75 GemG). Ein Aufwandüberschuss der laufenden Rechnung ist nur solange zulässig, wie nach Berücksichtigung der buchmäßigen Abschreibungen kein Bilanzfehlbetrag resultiert (Art. 80 GemG). Im Falle eines Bilanzfehlbetrags muss die Gemeinde einen Finanzplan mit Sanierungsmaßnahmen erarbeiten, der der Urversammlung und dem Kanton zur Kenntnis zu bringen ist. Im Rahmen des Voranschlags darf nur ein Aufwandüberschuss budgetiert werden, wenn dieser durch Eigenkapital gedeckt ist. Sofern das finanzielle Gleichgewicht einer Gemeinde auf Dauer nicht sichergestellt ist, ernennt die Kantonsregierung nach Anhörung der Gemeinde einen Experten, der einen Sanierungsplan ausarbeitet und Sanierungsmaßnahmen vorschlägt (Art. 82 GemG). „Die 1998 eingetretene Insolvenz der im Wallis gelegenen Gemeinde Leukerbad hat gezeigt, dass die Kreditgewährung an Gemeinden mit gewissen Risiken verbunden sein kann.“

### Österreich
Die Kommunalkredit Austria AG wurde im November 1958 gegründet und ist ein auf die Finanzierung der öffentlichen Hand spezialisiertes Kreditinstitut. Sie wurde im November 2008 verstaatlicht. Daneben beteiligen sich auch österreichische und internationale Kreditinstitute an der Kommunalfinanzierung.
Wie in Deutschland und der Schweiz ist die staatliche Aufsicht über Kommunen auf die Kontrolle der Gesetzmäßigkeit der Gemeindeselbstverwaltung und auf die Gebarungsprüfung (Veranschlagung; Prüfung kommunaler Haushaltsaufstellung) nach den Grundsätzen der Zweckmäßigkeit, Wirtschaftlichkeit und Sparsamkeit beschränkt (Art. 119a Bundes-VerfassungsG). Gravierend anders ist die Sachlage auch bei der Insolvenzfähigkeit (in Österreich: „Konkursfähigkeit“). Gemeinden in Österreich sind nach Art. 116 Abs. 2 BV-G als juristische Person und selbständiger Vermögensträger eingerichtet; sie können im eigenen Namen Schuldner sein und sind damit formal konkursfähig – allerdings lediglich mit ihrem konkursfähigen Vermögen. Konkursfähiges Vermögen ist dabei nur jenes Vermögen der Gemeinde, das nach § 15 EO („Exekutionsordnung“) nicht für die Erfüllung ihrer hoheitlichen Aufgaben notwendig ist. Damit werden Gläubiger in aller Regel mit ihren – normalerweise – ungesicherten Forderungen der österreichischen Konkursprozedur unterworfen und müssen sehr wahrscheinlich mit einem Ausfall rechnen, da als Konkursmasse lediglich der relativ geringe, nicht öffentlichen Aufgaben dienende kommunale Vermögensteil zur Befriedigung aller ungesicherten Gläubiger Verfügung steht. Deshalb ist die Verschuldungslage vor Kreditgewährung, aber auch deren Entwicklung während der Kreditlaufzeit, permanent zu überwachen. In Österreich und der Schweiz besteht ein vom Bund ausgehender, gesetzlich geregelter Finanzausgleich, der für die wirtschaftliche Stärkung der Gemeinden sorgen soll.

### Andere Staaten

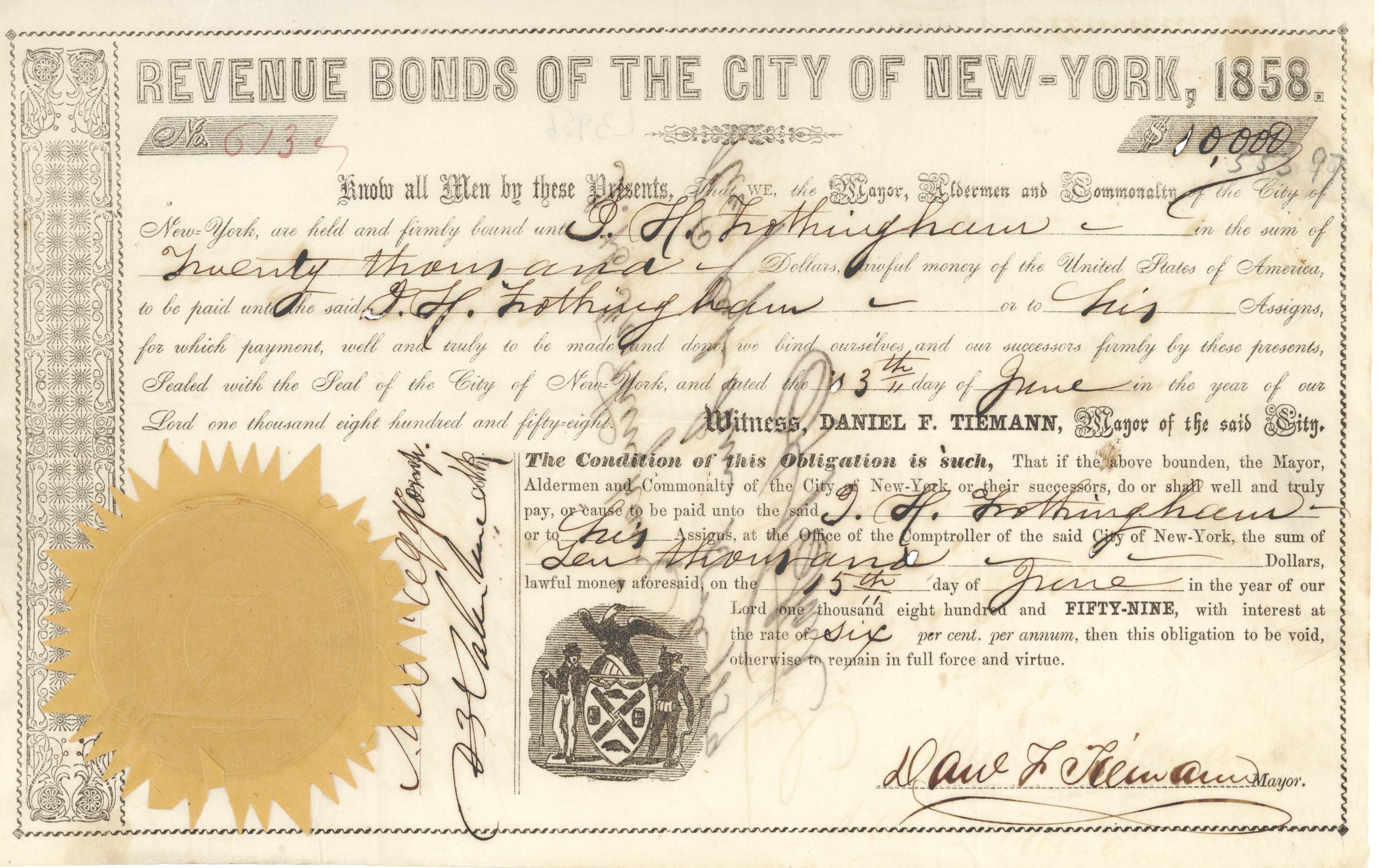
Revenue Bond der Stadt New York vom 3. Juni 1858, signiert von Bürgermeister Daniel F. Tiemann

In den USA ist „public finance“ wegen des teilweise hohen Verschuldungsbedarfs der Bundesstaaten und Gemeinden sehr verbreitet. Erste Kommunalschuldverschreibungen wurden bereits 1812 von der Stadt New York emittiert. Typisch ist die Finanzierung nicht über Bankkredite, sondern über öffentliche Schuldverschreibungen (englisch bonds), die in verschiedenen Formen vorkommen. Die „general obligation“ ist durch nicht zweckbestimmte Steuereinnahmen gedeckt, so genannte „revenue bonds“ hingegen werden über zweckbestimmte (englisch restricted) Steuereinnahmen getilgt. Je mehr Steuereinnahmen für die Bedienung der „revenue bonds“ verwendet werden, umso weniger stehen für „general obligations“ und umgekehrt zur Verfügung. Das Gläubigerrisiko kann darin bestehen, dass die Einnahmequellen für die „general obligations“ zugunsten der „revenue bonds“ so stark ausgehöhlt wurden, dass für die Rückzahlung der „general obligations“ keine ausreichenden freien Steuereinnahmen zur Verfügung stehen und dann die „municipality“ Insolvenz anmelden könnte.
Der US-amerikanische Finanzausgleich ist nämlich kein formales innerstaatliches Rückhaftungssystem, das etwa ein automatisches Eintretenmüssen durch die einem kommunalen Schuldner übergeordneten Staatsebenen begründen oder auslösen würde. Das bestehende Finanzausgleichssystem ist nicht in der Lage – und auch nicht dafür vorgesehen –, spektakuläre kommunale Fehlentwicklungen wie New York City (Oktober 1975), Orange County (Dezember 1994), Jefferson County (Alabama) (November 2011), Stockton (Kalifornien) (Juni 2012) oder Detroit (Juli 2013) zu mildern oder gar zu verhindern. Hoch verschuldete Kommunen unterliegen einer Insolvenzgefahr aus Chapter 9 des Bankruptcy Codes, das als Normadressaten die Gemeinden (englisch municipalities) unterhalb eines Bundesstaates vorsieht. Hierin werden US-Gemeinden während der Restrukturierungsphase geschützt und existieren nach Reorganisation fort, um ihren kommunalen Aufgaben weiterhin nachkommen zu können. Im Vergleich zu Unternehmenskonkursen ist die Anzahl der Insolvenzen mit etwa 500 kommunalen Insolvenzverfahren seit 1934 auf Basis des Chapter 9 – im Vergleich zu allen US-Insolvenzen – zwar relativ gering, aber kommunale Insolvenzen sind möglich und vorgekommen. Hierin wird der kommunale Schuldner vor insolvenzrechtlichen Zugriffen seiner Gläubiger geschützt und muss ein Sanierungsprogramm ausarbeiten, das auch einen Schuldenerlass zum Inhalt haben kann. Meist sind hiervon die größten Gläubigergruppen betroffen, nämlich Banken, Lieferanten und auch Pensionäre. Damit unterliegen Kommunen, aber auch einzelne Schuldverschreibungen, einem Insolvenzrisiko. Das heutige Chapter 9 ist das Ergebnis einer Gesetzesänderung aus dem Jahre 1978 aufgrund der gravierenden Finanzkrise von New York City in 1975, für die sich die Anwendung des alten Chapter 9 als ungeeignet erwies. Eine weitere Änderung aus 1988 befasst sich mit der Ausklammerung der „revenue bonds“ und der diese „sichernden“ Steuer- und Abgabenarten. „Revenue bonds“ dürfen nach einer Ausnahmebestimmung auch dann noch bedient werden, wenn über die Kommune Chapter 9 verhängt wurde. Dann darf sie zwar allgemein ihre Zahlungen einstellen, doch gleichzeitig müssen die „revenue bonds“ weiter bedient werden.
Hoch verschuldete Kommunen erhalten über den Finanzausgleich keine überproportionalen staatlichen Transfers, sondern müssen für die Verbesserung ihrer Finanzlage selbst sorgen (Subsidiaritätsgrundsatz). Gelingt dies nicht, hat der Gesetzgeber mit Chapter 9 eigens für kommunale Gliederungen eine spezifische Konkursschutz-Variante vorgesehen. Hiernach müssen kommunale Gläubiger schlimmstenfalls innerhalb der Restrukturierung sogar mit einem Forderungsausfall rechnen.